# 细果长蒴苣苔
细果长蒴苣苔（学名：Didymocarpus stenocarpus）为苦苣苔科长蒴苣苔属下的一个种。

## 扩展阅读
- 維基物種上的相關：细果长蒴苣苔